# Casa al carrer Major (Berrós Jussà)
La Casa al carrer Major és una obra de la Guingueta d'Àneu (Pallars Sobirà) inclosa a l'Inventari del Patrimoni Arquitectònic de Catalunya.

## Descripció
Casa de pedra amb façana arrebossada, situada a la paret mestra perpendicular al cavall que suporta el llosat. Té planta baixa i tres pisos, el darrer de mansarda. A la planta baixa s'obre la porta i una petita finestra per a ventilació dels estables. Al primer pis, una balconada de fusta ocupar tota la façana, amb balustres i faldó perfilats i calats amb motius d'estrelles o rosetes en el balustre central més ample. Al segon pis s'obre un altre balcó amb balustres calats i una finestra. En el pis superior sota l'ample ràfec de la coberta hi ha dues petites finestres.